# Motul de San José

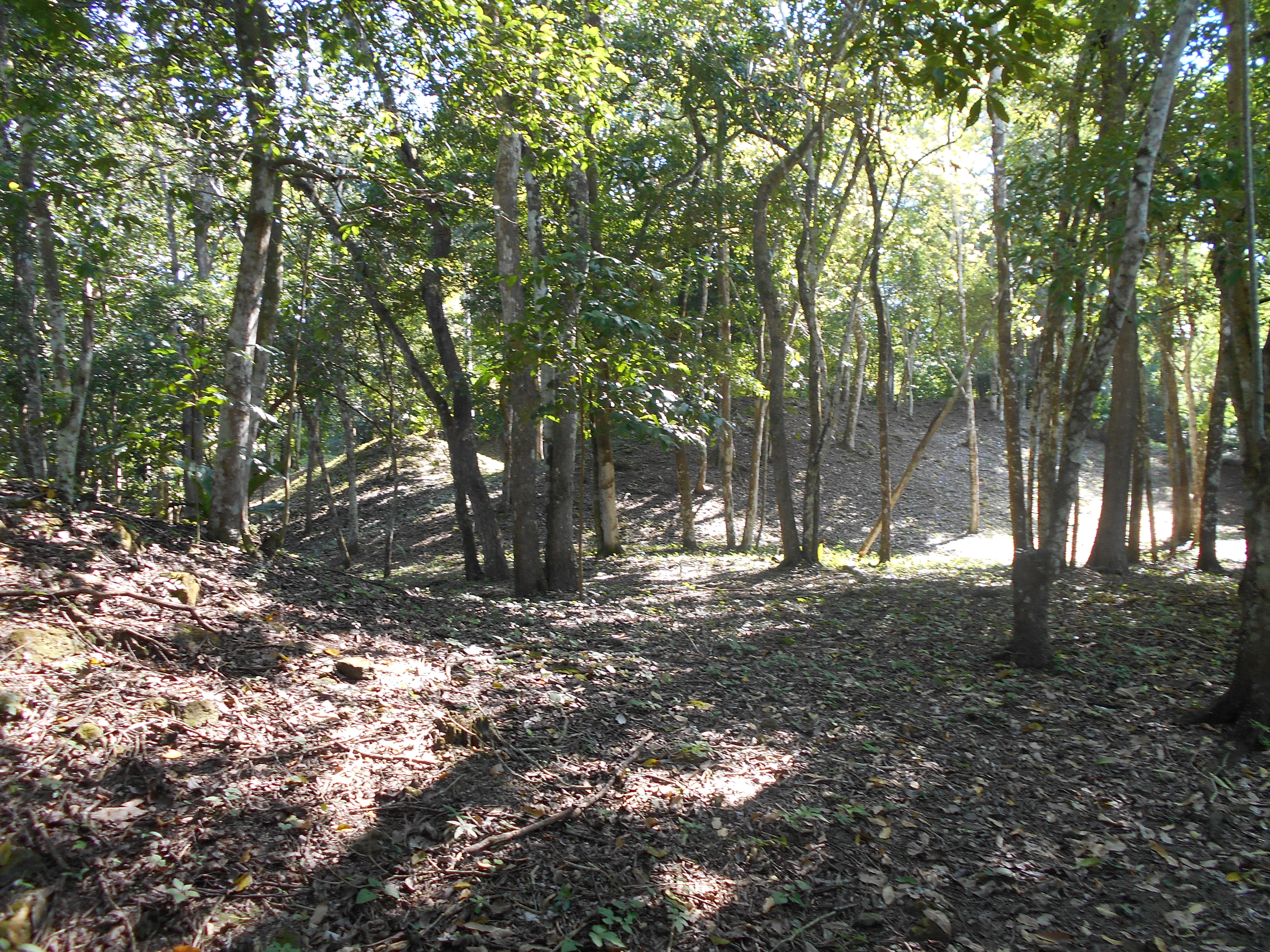
Ruiny Motul de San José

Motul de San José – prekolumbijskie stanowisko archeologiczne cywilizacji Majów położone w centralnej części departamentu Petén w Gwatemali, około 3 kilometrów na północ od jeziora Petén Itzá.
W czasach Majów nosiło nazwę Ik’a i było ważnym centrum produkcji ceramiki. Zachowane naczynia dowodzą istnienia wyspecjalizowanych warsztatów rzemieślniczych, które funkcjonowały nie tylko w Motul de San José, ale również w ościennych miastach. Charakterystycznymi cechami ceramiki w stylu Ik’a były hieroglify malowane w kolorach różowym lub bladoczerwonym, sceny z tancerzami w maskach oraz realistyczne przedstawienie przedmiotów co jest bardzo rzadkie w sztuce mezoamerykańskiej.

## Opis

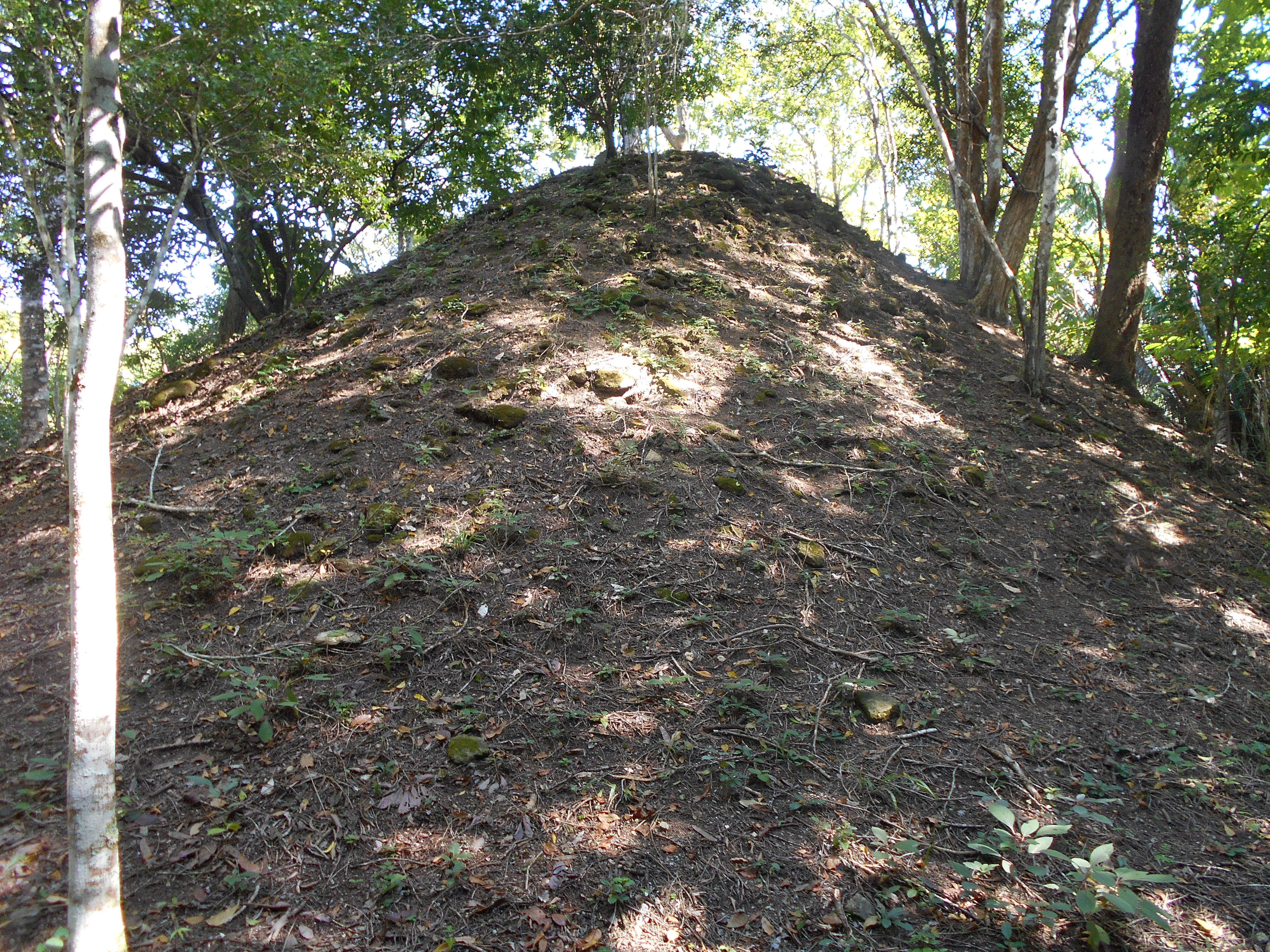
Jedna z piramid

Miasto leży na wapiennym płaskowyżu, w odległości ok. 5 km od wioski San José. Na obszarze 2 km² archeolodzy udokumentowali około 230 struktur, jednak szacuje się, że całkowity rozmiar stanowiska liczy 4,18 km². 
Religijne centrum miasta zajmuje powierzchnię 0,4 km². Znajdują się tam 144 struktury, w tym rozległy pałac, 6 steli, 33 place różnych rozmiarów, świątynie i dzielnice mieszkalne elit. Dalszy obszar o powierzchni 1,2 km² zajmują zarówno rezydencje elit, jak i pozostałych mieszkańców.
Obszar dzieli się na pięć grup, oznaczonych od A do E. Każda z tych grup posiada co najmniej jedną piramidę i struktury typu pałacowego. Główne kompleksy mieszkalne znajdują się w grupach A, B i D, nie licząc pałacu królewskiego położonego w grupie C. W obrębie miasta zidentyfikowano również tarasy uprawne, zbiorniki wodne oraz kilka kamieniołomów.

## Historia
Stanowisko zostało zasiedlone w środkowym okresie preklasycznym, między 600 a 300 r. p.n.e. W zbliżonym okresie zasiedlone zostały również pobliskie stanowiska takie jak: La Trinidad de Nosotros i Buena Vista, które były wówczas niewielkimi wioskami.
Wczesnoklasyczne teksty hieroglificzne wspominają, że pod koniec IV wieku miasto znajdowało się pod panowaniem Tikál. Następnie do VII wieku znajdowało się pod kontrolą Calakmul, zanim ponownie znalazło się pod zwierzchnictwem Tikál na początku VIII wieku.
Jednakże podczas badań archeologicznych nie odnaleziono zbyt wielu ceramicznych zabytków z okresu wczesnoklasycznego, co sugeruje, że miasto pozostawało w tym czasie w dużej mierze opuszczone.
Szczyt rozwoju miasta przypadł na okres późnoklasyczny (650-950 r. n.e.), kiedy to osiągnęło status ważnego ośrodka ekonomicznego i politycznego. Wzniesiono wówczas większość głównych budynków, a miasto osiągnęło swój maksymalny rozmiar, stając się jednym z trzech najważniejszych miast w rejonie jeziora Petén Itzá. W VIII wieku utrzymywało liczne stosunki z miastami położonymi w regionie Petexbatún oraz nad rzekami Pasión i Usumacinta, w tym z Seibal, Altar de Sacrificios, Dos Pilas, Aguateca, Tamarindito, Arroyo de Piedra i Cueva de Sangre.
Między rokiem 830 a 1000 nastąpił znaczny spadek ludności miasta, wskutek czego ograniczono wznoszenie nowych budowli. Nadal jednak wytwarzano ceramikę, podobnie jak w pobliskim La Trinidad de Nosotros.
We wczesnym okresie postklasycznym, między 1000 a 1250 rokiem n.e. stanowisko pozostawało zasiedlone w umiarkowanym stopniu. W samym mieście jak i pobliskich osadach zidentyfikowano ceramikę oraz budowle z tego okresu, choć wznoszone na małą skalę. Niewiele jest natomiast dowodów wskazujących na zasiedlenie miasta po 1250 roku, które prawdopodobnie pozostawało opuszczone.
W 1895 roku na stanowisko dotarł badacz i fotograf Teoberto Maler, który opisał jedną ze stel w pracy Explorations in the Department of Peten, Guatemala.